# Torgauer Artikel (1574)
Als Torgauer Artikel bezeichnet man neben den bekannteren Torgauer Artikeln, einer Vorarbeit für die Confessio Augustana von 1530, auch ein Abendmahlsbekenntnis, das 1574 im Zusammenhang mit dem Zweiten Abendmahlsstreit zur Ausgrenzung der Anhänger Philipp Melanchthons, der sogenannten Philippisten, in Kursachsen führte.
Kurfürst August von Sachsen, der lange Zeit die Philippisten gestützt hatte, wandte sich nach der Bartholomäusnacht zunehmend den Gnesiolutheranern zu. Nach dem Erscheinen der Exegesis perspicua von Joachim Cureus und dem Bekanntwerden eines konspirativen Briefwechsels zwischen seinen Räten Georg Cracow und Caspar Peucer und dem Hofprediger Christian Schütz beschloss er, gegen die Philippisten vorzugehen. So ließ er für den Landtag in Torgau im Mai 1574 eine Kommission einberufen, die eine Reihe von Artikeln vorlegte, auf deren Grundlage die Rechtgläubigkeit der als Kryptocalvinisten verdächtigten Theologen festgestellt werden sollte. Obwohl die vor allem von Heinrich Salmuth, Paul Crell und Martin Mirus erarbeiteten Artikel sich um eine Vermittlung der Abendmahlslehre von Melanchthon und Luther bemühten, verweigerten die Wittenberger Professoren Friedrich Widebram, Heinrich Moller, Caspar Cruciger der Jüngere und Christoph Pezel die geforderte Unterzeichnung, was im August 1574 zu ihrer Entlassung führte. Im September 1574 wurden die Artikel in Wittenberg gedruckt und an die sächsischen Pfarrämter verteilt. Alle Theologen und Stipendiaten hatten sie zu unterzeichnen, um nicht ihre Ämter bzw. Stipendien zu verlieren.
Die Artikel bestehen, nach einer inhaltlichen Einleitung, aus vier Fragen zur Abendmahlslehre der „Exegesis perspicua“ sowie einem  Bekenntnistext, der in zehn positiven Aussagen und 20 Verwerfungen die korrekte Abendmahlslehre autoritativ festlegt. Sie beanspruchen, eine verbindliche Auslegung des Consensus Dresdensis von 1571 darzustellen. Die Positionen der Spiritualisten Andreas Karlstadt und Caspar Schwenckfeld werden ebenso abgelehnt wie die der reformierten Theologen Ulrich Zwingli, Johannes Calvin und Heinrich Bullinger.
Die Torgauer Artikel sind nicht zu verwechseln mit dem Torgauer Buch oder Torgischen Buch von 1576, das als Vorstufe des Bergischen Buches die Basis für die Konkordienformel bildete.

## Text
- Torgauer Artikel (1574), bearbeitet von Henning P. Jürgens. In: Irene Dingel (Hrsg.): Die Debatte um die Wittenberger Abendmahlslehre und Christologie (1570–1574) (= Controversia et Confessio 8). Vandenhoeck & Ruprecht, Göttingen 2008. S. 1090–1152.